# Neukönigsfeld
Neukönigsfeld ist eine zum Ortsteil Königsfeld der Gemeinde Königsfeld gehörige Siedlung im sächsischen Landkreis Mittelsachsen. Sie wurde am 1. Oktober 1935 nach Königsfeld eingemeindet.

## Geografie

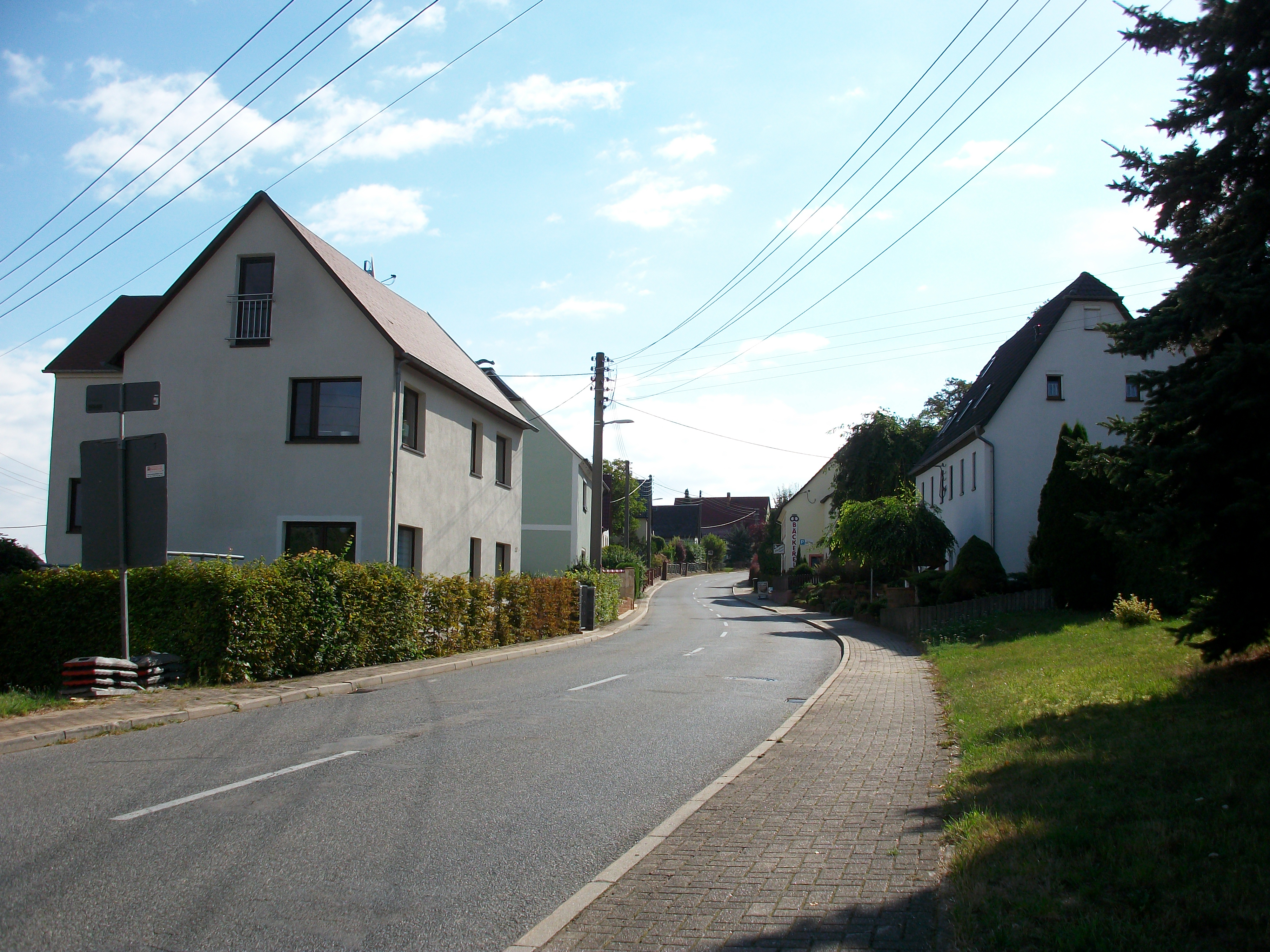
B 7 in Neukönigsfeld

### Geografische Lage und Verkehr
Neukönigsfeld bildet den südöstlichen Teil der Gemeinde Königsfeld an der Oberen Dorfstraße und der Geithainer Straße (Bundesstraße 7). Südlich der Siedlung befindet sich der 231 m hohe Weinberg.

### Nachbarorte
| Königsfeld  |                                             |         |
|             | Kompassrose, die auf Nachbargemeinden zeigt |         |
| Köttwitzsch |                                             | Poppitz |

## Geschichte

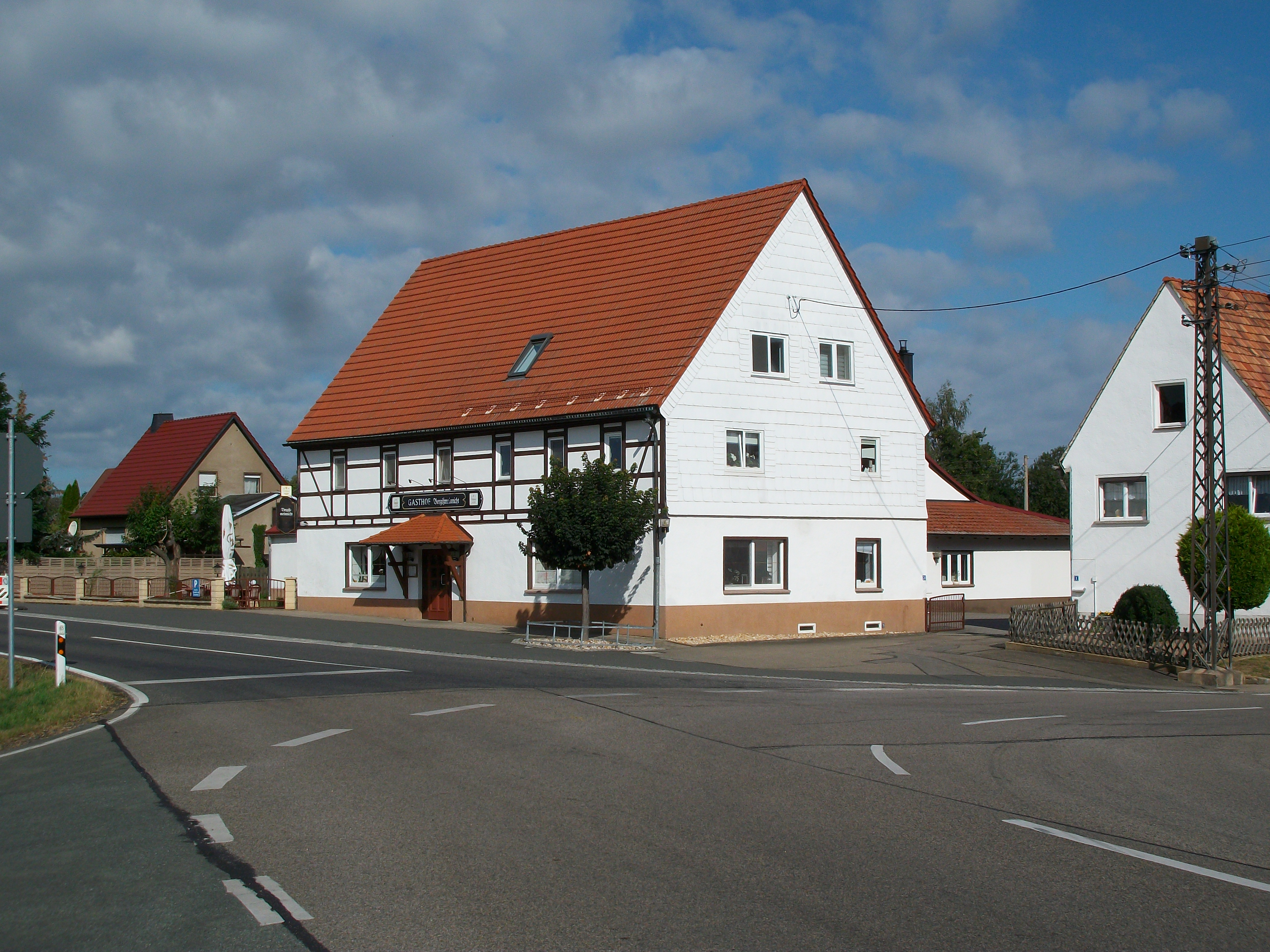
Neukönigsfeld, Gasthof Vergißmeinnicht

Im Vergleich zum 1273 erwähnten Platzdorf Königsfeld ist die Siedlung Neukönigsfeld deutlich jünger. Sie wurde in der ersten Hälfte des 19. Jahrhunderts auf den Ländereien des Ritterguts Königsfeld gegründet, welches zu dieser Zeit der Familie von Nitzschwitz gehörte. Kirchlich ist die Siedlung seit jeher nach Königsfeld gepfarrt. Um 1835 bestand Neukönigsfeld aus 21 Häusern mit ca. 150 Einwohnern.
Neukönigsfeld gehörte bis 1856 zum kursächsischen bzw. königlich-sächsischen Amt Rochlitz. Bei den im 19. Jahrhundert im Königreich Sachsen durchgeführten Verwaltungsreformen wurden die Ämter aufgelöst. Dadurch kam Neukönigsfeld im Jahr 1856 unter die Verwaltung des Gerichtsamts Rochlitz und 1875 an die neu gegründete Amtshauptmannschaft Rochlitz.
Am 1. Oktober 1935 erfolgte die Eingemeindung von Neukönigsfeld nach Königsfeld. Durch die zweite Kreisreform in der DDR im Jahr 1952 wurde Neukönigsfeld als Teil der Gemeinde Königsfeld dem Kreis Rochlitz im Bezirk Chemnitz (1953 in Bezirk Karl-Marx-Stadt umbenannt) angegliedert, der ab 1990 als sächsischer Landkreis Rochlitz fortgeführt wurde und 1994 im Landkreis Mittweida bzw. 2008 im Landkreis Mittelsachsen aufging.